# Spieltherapie
Die Spieltherapie ist ein kinderpsychotherapeutischer Ansatz, der ab 1920 von der Psychoanalytikerin Hermine Hug-Hellmuth entwickelt und in den 1930er Jahren von Anna Freud und Melanie Klein übernommen und weiterentwickelt wurde.
In der Spieltherapie wird ein Patient durch die Methode des Spiels innerhalb eines therapeutischen Prozesses zu Heilung angeregt. Das Spiel in diesem Rahmen fördert den Patienten und initiiert eine Stärkung des Selbst.
Für die Entwicklung eines Kindes nimmt das Spielen eine zentrale Rolle ein. Dem sogenannten Spieltrieb folgend, lernt das Kind beim Kinderspiel sowohl sich selbst als auch seine Umwelt kennen, arbeitet kreativ und entwickelt dabei sein Verständnis für soziale Rollen. Im Spiel findet das Kind die Möglichkeit, sich auf eine ihm vertraute, angemessene Weise auszudrücken, auch in Situationen, wo es ihm nicht möglich ist, sich durch gesprochene Sprache mitzuteilen. So lässt sich das Spielen sowohl therapeutisch als auch diagnostisch als Zugang zum Unbewussten nutzbar machen.
Unterschieden werden direktive und non-direktive Spieltherapie. In der direktiven Spieltherapie (z. B. Floortime, Theraplay) geschehen die Prozesse unter Leitung und Verantwortung des Therapeuten, bei der non-direktiven werden Leitung und Verantwortung dem Kind selbst überlassen. Die spezielle Form der Fokalen Spieltherapie (Giocoterapia Focale) zur Behandlung von Essstörungen und Ausscheidungsstörungen bei Kleinkindern wurde ab den 1970er-Jahren an der Universität Bologna vom Gestaltpsychologen und Psychoanalytiker Giancarlo Trombini und seinen Mitarbeiterinnen entwickelt.
In der Filialtherapie werden die Eltern darauf trainiert, wie sie mit ihrem Kind zu Hause spielen und so mit ihm über die Sprache des Spiels auf einer Handlungsebene kommunizieren können. Sie lernen, wie sie empathisch auf die Gefühle ihres Kindes reagieren und wie sie ihrem Kind zu mehr Selbstkontrolle und Selbstwirksamkeit verhelfen können.
Grundsätzlich stehen verschiedene Formen der Spieltherapie, etwa die Sandspieltherapie von Dora M. Kalff, allen Lebensaltersgruppen offen.